# Sylvanus Griswold Morley
‎
Sylvanus Griswold Morley, ameriški arheolog, epigraf in raziskovalec Majev, * 7. junij 1883, Chester, Pensilvanija, ZDA, † 2. september 1948.
Morley je najbolj znan po intenzivnem preučevanju predkolumbijske civilizacije Majev. Med prvo svetovno vojno je kot tajni agent št. 53 izrabil svoje delo za vohunjenje v korist ZDA.